# Матиас Руст
Матиас Руст (на немски: Mathias Rust) е германец, който е известен с това, че на 28 май 1987 година успява необезпокоявано да кацне на Червения площад в Москва с малък частен самолет. По това време Руст е 19-годишен пилот-любител, но успява да прелети разстоянието от Хелзинки (Финландия) до Москва, при прелитането си многократно е бил откриван и съпровождан от системата за ПВО, но поради организационни проблеми и съвпадение на обстоятелства е опознат като собствен спортен самолет и не е бил свален, което му дава възможност да се приземи близо до Кремъл в столицата на СССР.
Съдебният процес срещу Руст в Москва започва на 2 септември 1987. Той е осъден на четири години престой в трудов лагер с лек режим за хулиганство, незачитане на авиационните закони и преминаване на съветската граница. След като изтърпява 432 дни в затвор в Москва, той е пуснат под условие. Успява да се завърне в Западна Германия на 3 август 1988 година, след като бившият външен министър Андрей Громико, в ролята на председател на Върховния съвет на СССР, подписва документи за неговото помилване.
След завръщането си в Германия е осъждан многократно за дребни кражби и хулиганства. Живее дълго време сам, приема хиндуизма, има два брака зад гърба си, като една от съпругите му е дъщеря на индийски търговец на чай. Занимава се с различни професионални дейности, но накрая се насочва към преподаване на йога и банкови анализи.